# Peak Counting Score
Der Peak Counting Score (Abk. PCS) ist ein Wert, der die Ähnlichkeit zweier Massenspektren angibt. Der PCS hängt von der Anzahl gemeinsamer und unterschiedlicher Spitzenwerte (Peaks) in beiden Spektren ab. Der Wert ist eine sehr einfache Möglichkeit, zwei Massenspektren miteinander zu vergleichen.

## Berechnung
Gegeben seien:
- SA: Das Massenspektrum A als Peakliste
- SB: Das Massenspektrum B als Peakliste
- δ: Ein Schwellenwert, der angibt, unterhalb welcher Massendifferenz 2 Peaks als ähnlich gelten sollen
- ε: Der leere Peak ( Falls ein Peak nur in einem Spektrum vorkommt, steht ε für die Stelle im anderen Spektrum )

{\displaystyle pcs(S_{A},S_{B})=\sum _{\rm {i\,{\ddot {a}}hnlich\,j}}score(i,j)+\sum _{\text{i nicht in B}}score(i,{\rm {\varepsilon }})+\sum _{\text{j nicht in A}}score({\rm {\varepsilon }},j)}
{\displaystyle score(i,j)={\begin{cases}1,&{\text{wenn }}\left|masse(i)-masse(j)\right|\leq {\rm {\delta }}\\0,&{\text{sonst}}\end{cases}}}
{\displaystyle score(i,{\rm {\varepsilon }})=score({\rm {\varepsilon }},j)=0}

## Beispiel
- SA = { 10,20,30,50 }
- SB = { 22,30,45,53 }
- δ = 4

Das Alignment wäre in diesem Fall:
| Peakliste A | 10 | 20 | 30 | ε  | 50 |
| Peakliste B | ε  | 22 | 30 | 45 | 53 |

Die Wertepaare 20 und 22, 30 und 30  bzw. 50 und 53 werden als Treffer (Match) eingestuft, da ihre Differenzbeträge kleiner gleich δ = 4 sind.
Der PCS wäre demnach hier:
{\displaystyle {\begin{aligned}pcs(S_{A},S_{B})&=score(10,{\rm {\varepsilon }})+score(20,22)+score(30,30)+score({\rm {\varepsilon }},45)+score(50,53)\\&=0+1+1+0+1\\&=3\end{aligned}}}